# O Leão da Estrela (2015)
O Leão da Estrela é um filme português do género comédia, realizado e produzido por Leonel Vieira e escrito por Tiago Santos. É uma refilmagem do filme homónimo de 1947, do realizador Arthur Duarte. Estreou-se em Portugal a 26 de Novembro, e em Angola a 27 de Novembro de 2015.

## Elenco
- Miguel Guilherme como Anastácio[6]
- Sara Matos como Joana
- Ana Varela como Branca
- Dânia Neto como Rosa
- Manuela Couto como Carla
- Aldo Lima
- André Nunes como Eduardo
- José Raposo como Senhor Barata
- Alexandra Lencastre como Senhora Barata
- Vítor Norte como Coronel
- Manuel Marques como Filipinho